# (1416) Renauxa
(1416) Renauxa – planetoida z pasa głównego asteroid okrążająca Słońce w ciągu 5 lat i 95 dni w średniej odległości 3,02 au. Została odkryta 4 marca 1937 roku w Algiers Observatory w Algierze przez Louisa Boyera. Nazwa planetoidy pochodzi od P. Renaux, asystenta w Algiers Observatory. Przed nadaniem nazwy planetoida nosiła oznaczenie tymczasowe (1416) 1937 EC.